# Charles Bennet (4e comte de Tankerville)
Charles Bennet, 4e comte de Tankerville (15 novembre 1743 - 10 décembre 1822), nommé Lord Ossulston de 1753 à 1767, est un noble britannique, un collectionneur de coquillages et un mécène du cricket du Surrey dans les années 1770. Il formalise un ensemble de règles de cricket comprenant la première mention de la règle Leg before wicket. Son épouse, Emma, est une collectionneuse de plantes exotiques. Sa collection de plus de 600 illustrations est achetée par Jardins botaniques royaux de Kew en 1932 et est toujours disponible aujourd'hui.

## Biographie
Il est né en 1743 et fait ses études au Collège d'Eton entre 1753 et 1760. Après avoir succédé à son père le 27 octobre 1767, il épouse Emma, fille de James Colebrooke, premier baronnet, en 1771 et s'installe à Walton-on-Thames dans sa maison, le mont Felix donnant sur la Tamise.

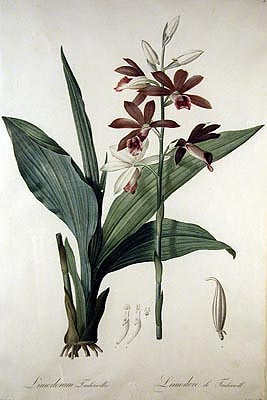
Orchidée nommée en l'honneur de l'épouse de Charles, Emma. Dessin de Pierre-Joseph Redouté

Lady Tankerville constitue une grande collection de plantes exotiques au mont Felix. Elle est considérée comme la plus importante de la région de Londres. Parmi les spécimens baptisés du nom de Lady Tankerville figurent l’orchidée de sœur ou Phaius tankervilleae. Des artistes sont employés pour créer des dessins botaniques sur vélin des spécimens.
Il joue souvent au cricket et semble avoir été un très bon joueur de champ, bien qu'il n'ait pas été particulièrement remarqué pour le bâton ou le bowling. Il est l'employeur d'Edward "Lumpy" Stevens, jardinier au domaine de Tankerville à Walton-on-Thames; et William Bedster, qui est son majordome.
En 1774, il siège au comité qui formule certaines des premières lois du cricket. Ils sont installés et révisés au Star and Garter à Pall Mall le vendredi 25 février 1774. La réunion est présidée par William Draper et le comité comprend le duc de Dorset, Harry Peckham et d'autres "Nobles et Gentlemen de Kent, de Hampshire, de Surrey, de Sussex, de Middlesex et de Londres". Cette réunion est la première où la règle Leg avant le guichet est introduite.
Il continue de s'intéresser au cricket avec les clubs de cricket de Chertsey et de Surrey jusqu'en 1781, date à laquelle il se retire du sport et se lance en politique. Il est nommé chef adjoint des postes et conseiller privé en 1782, mais il démissionne de ses fonctions en avril 1783. Cependant il est de nouveau nommé dans le gouvernement de William Pitt le Jeune en janvier 1784. Il meurt le 10 décembre 1822 et son fils aîné Charles Augustus lui succède.
Il s'intéresse aussi aux cartes et aux coquillages. À la fin de sa vie, sa collection a été vendue pour un montant non divulgué, mais estimé entre trois et quatre mille livres. Il existe un certain nombre de fleurs, coquillages et gastéropodes portant le nom latin tankervillii. Le gastéropode nommé Amalda tankervillii (Swainson, 1825) doit probablement son nom à Tankerville (ou moins probablement à son fils) .

## Famille

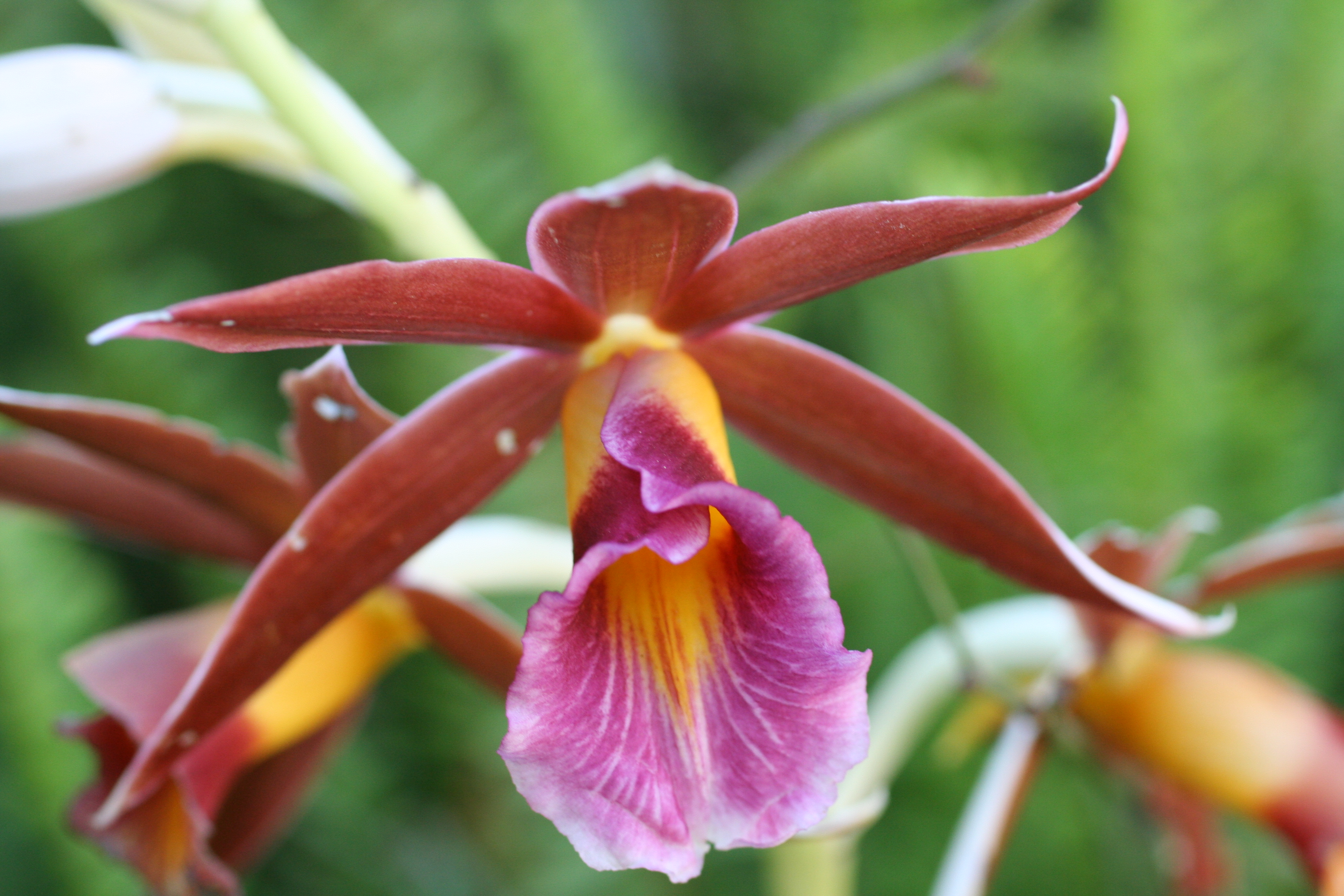
Phaius tankerville nommé en l'honneur de Lady Emma Tankerville.

Il épouse Emma Colebrooke le 7 octobre 1771 à Gatton, dans le Surrey. Elle est l'héritière de son père, John Colebrooke. La collection d'illustrations botaniques de son épouse se trouve toujours dans les jardins botaniques royaux, une orchidée est nommée en son honneur et les jardins du mont Felix restent appréciés de nombreuses années après sa mort.
En outre, leur fille, Mary Elizabeth Bennet (21 mai 1785 - 27 février 1861), travaille avec le jardinier de son père (William Richardson) pour cultiver de nouvelles variétés de fleurs Viola ×wittrockiana, présentées à la société de botanique et aux groupes d'horticulture en 1812. Lady Mary Elizabeth Bennet est également une artiste accomplie dans l'aquarelle et est invitée à de nombreuses expositions. Elle est formée par l'artiste londonien John Varley. Ses œuvres sont exposées et dans des collections privées, notamment une composition de sa maison du château de Belsay, réalisée en 1834 après son mariage le 26 juillet 1831 avec Charles Miles Lambert Monck. Mary Elizabeth Monck découvre en 1912 une peinture de sa maison au château de Belsay, dans le Northumberland, qui fait partie du domaine de Monck. Elle fait désormais partie d'une collection privée aux États-Unis. Une autre de ses œuvres est le lieu de sépulture des Breadalbanes du cimetière de Killin, réalisé en 1826-1827 lors d’un voyage dans les Highlands écossais avec son frère. Entre 1815 et 1823 (avant son mariage), Mary Elizabeth Bennet se forme avec l'artiste londonien John Linnell à la gravure et à la peinture miniature sur ivoire. Ensemble, ils produisent une série de (12) gravures sur le château de Chillingham qui sont commencées en 1815 et non achevées et publiées avant 1818.
Henry Grey Bennet, leur deuxième fils, devient député de Shrewsbury en 1806, tandis que leur troisième fils, John Astley Bennet, devient capitaine dans la Royal Navy mais meurt en septembre 1812. Le 5e comte, Charles Augustus, né le 28 avril 1776, est trésorier de la Maison pendant la courte administration de Charles James Fox en 1806. Leur fille Corisande Emma Bennett épouse James Harris (3e comte de Malmesbury) le 13 avril 1830.

## Sources
- Fresh Light on 18th Century Cricket par G B Buckley (FL18)
- The Dawn of Cricket par H T Waghorn (WDC)
- Scores & Biographies, Volume 1 par Arthur Haygarth (SBnnn)
- The Glory Days of Cricket par Ashley Mote (GDC)
- John Nyren's "The Cricketers of my Time" par Ashley Mote